# Maria Kuncewiczowa
Maria Kuncewiczowa (geboren als Maria Szczepańska, 30. Oktober 1895 in Samara, Russisches Kaiserreich; gestorben 15. Juli 1989 in Kazimierz Dolny) war eine polnische Schriftstellerin.

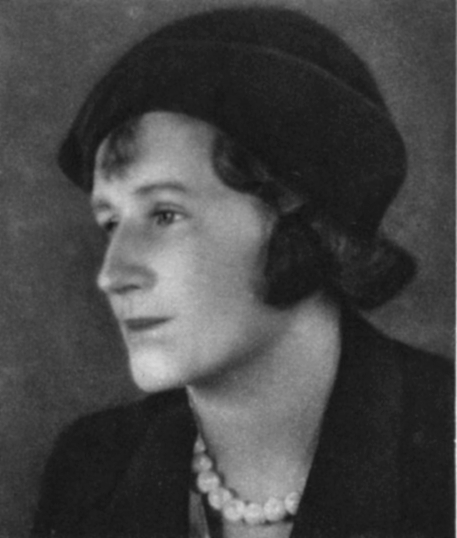
Maria Kuncewiczowa

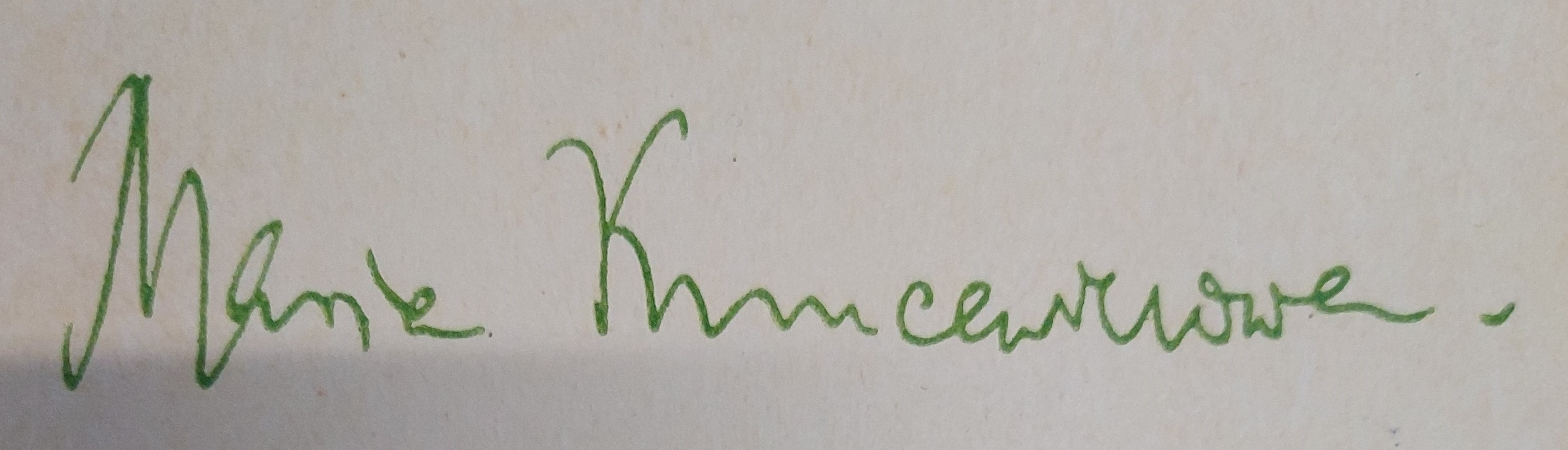

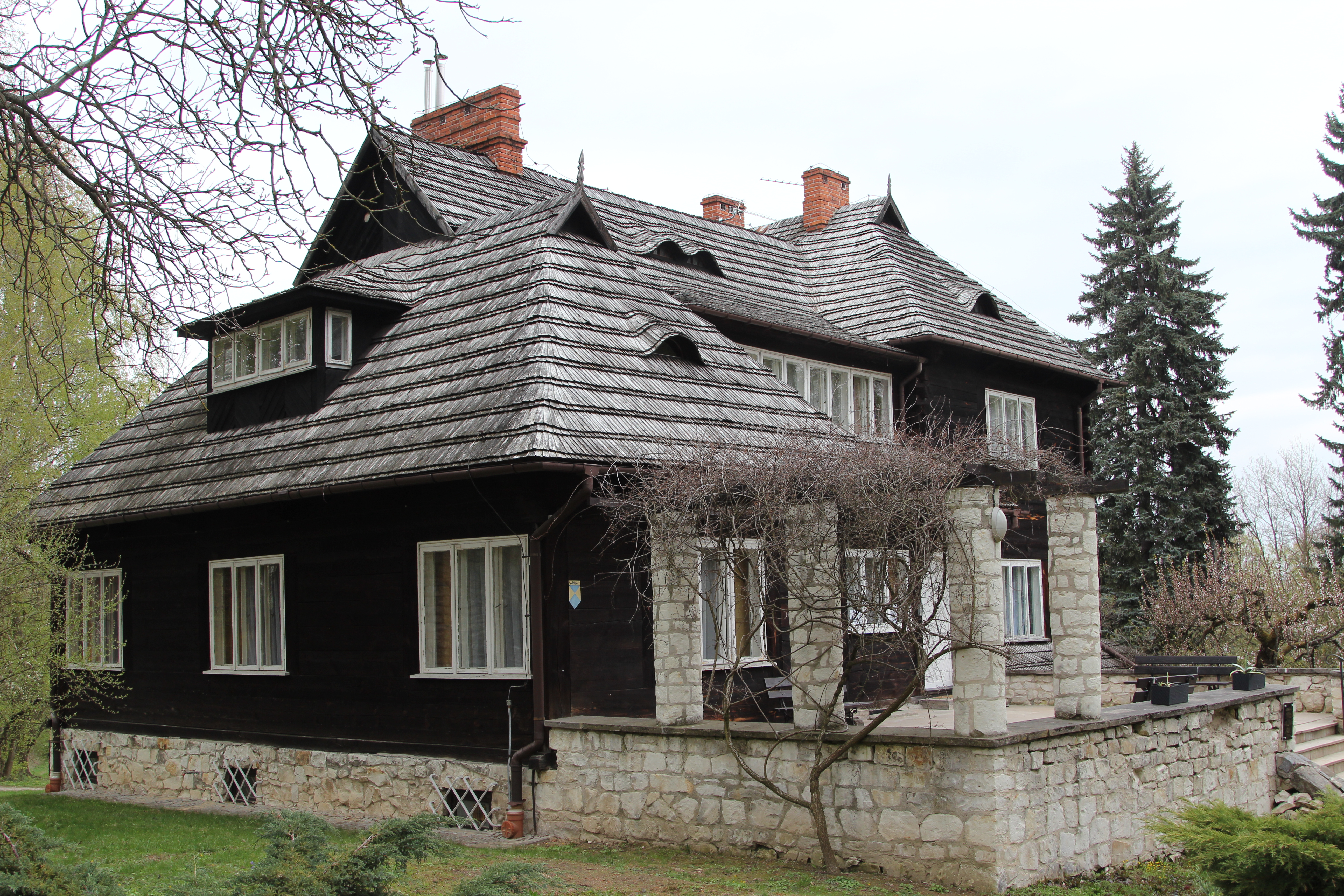
Villa Kuncewiczowka (2017)
My house in Kazimierz where I've returned, is now standing in a world that's completely different from the one in which it was build...

## Leben
Maria Szczepańska stammte aus einer bürgerlichen Familie. Ihre Eltern Adelina Dziubińskich und Józef Szczepański waren 1863 nach der Niederschlagung des polnischen Aufstandes aus dem russisch annektierten Polen nach Samara verbannt worden. Als sie zwei Jahre alt war, konnte die Familie nach Warschau zurückkehren. Szczepańska studierte Musik und Literatur an der Jagiellonen-Universität in Krakau, in Warschau und Nancy, begann als literarische Übersetzerin zu arbeiten und veröffentlichte ihr erstes Buch Pro Arte et Studio im Jahr 1918. Sie heiratete 1921 den Anwalt und Schriftsteller Jerzy Kuncewicz (1893–1984), sie hatten einen Sohn. Seit 1927 wohnten sie im Künstlerstädtchen Kazimierz Dolny. Sie engagierte sich im PEN-Club und ließ sich 1939 zur Vizepräsidentin wählen.  
Mit der Herausgabe von Przymierze z Dzieckiem („Ein Bündnis mit dem Kind“), einer Sammlung von Erzählungen, wurde Kuncewiczowa 1927 erstmals bekannt, nach weiteren Büchern erschien 1936 der Roman Cudzoziemka (Die Fremde), der mehrfach übersetzt und 1986 in Polen von Ryszard Ber verfilmt wurde. 1938 produzierte sie zwei Hörspiele für den Polnischen Rundfunk, und im selben Jahr erhielt sie den „Goldenen Lorbeerkranz“ (Złoty Wawrzyn) der Polnischen Literaturakademie. Bei Kriegsausbruch 1939 gelang ihnen die Flucht über Rumänien nach Paris und von dort nach England, wo sie bis 1955 den polnischen PEN-Club im Exil leitete. 1956 zogen sie in die USA, wo Kuncewiczowa zwischen 1962 und 1971 Lehraufträge an der University of Chicago wahrnahm. Sie erhielten die amerikanische Staatsbürgerschaft. 1970 kehrten sie nach Polen zurück und hielten sich auch in Italien auf.
Kuncewiczowa erhielt 1989 ein Ehrendoktorat der Maria-Curie-Skłodowska-Universität. Ihr Wohnhaus in Kazimierz Dolny wurde als ein ihnen gewidmetes Museum eingerichtet.

## Werke (Auswahl)

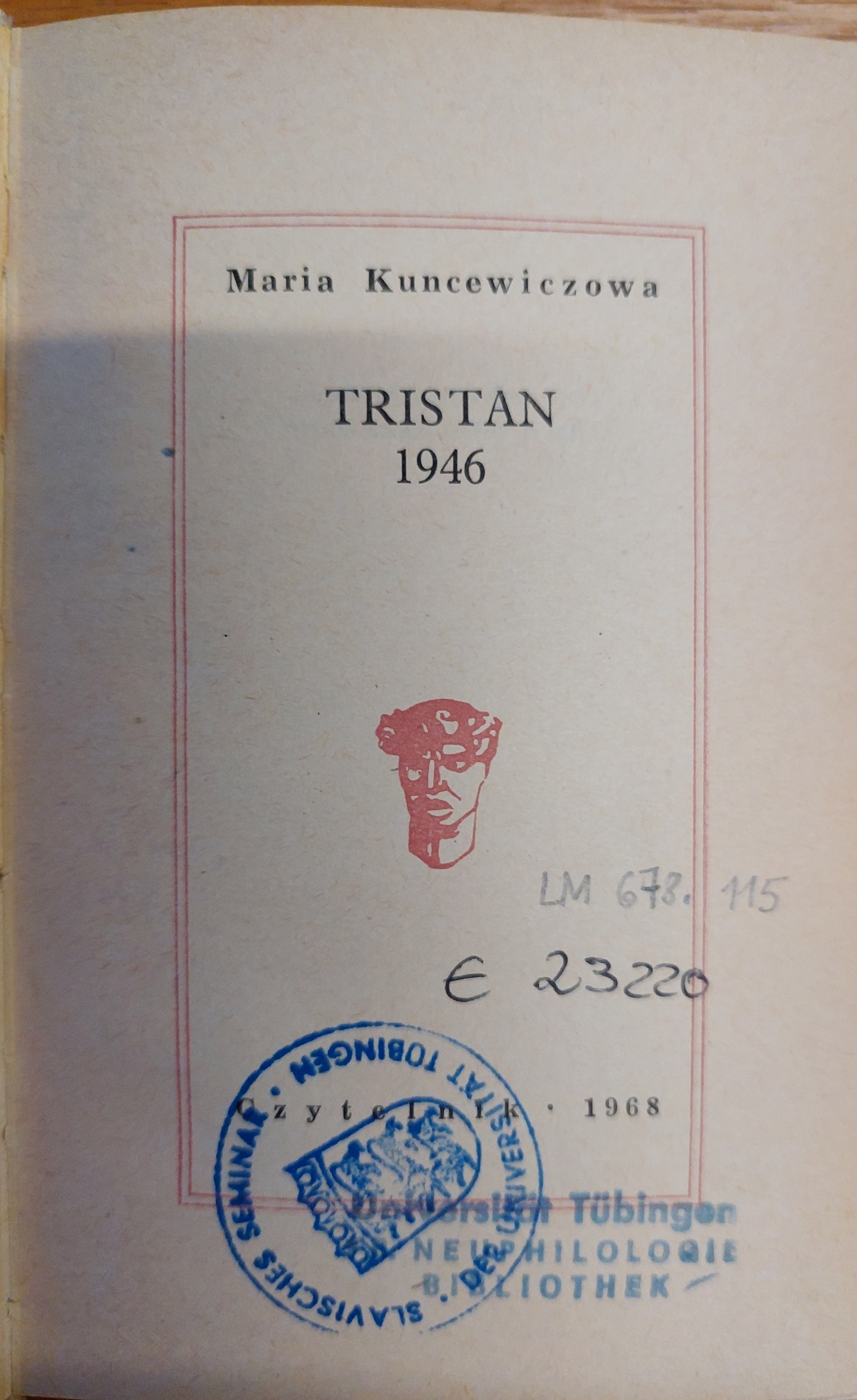
Tristan 1946

- Przymierze z Dzieckiem. Kurzgeschichten, 1927
- Twarz Męzczyzny. 1928
- Dwa księżyce. Warschau, 1933
  - Zwei Monde : ein Roman in Erzählungen. Übersetzung Peter Oliver Loew. Berlin : Guggolz, 2023
- Cudzoziemka. 1936
  - Die Fremde. Übersetzung Roswitha Buschmann. Berlin : Aufbau, 1974
- Zmowa nieobecnych. 1946
  - Die Verschwörung der Abwesenden. Übersetzung Roswitha Matwin-Buschmann. Berlin : Aufbau, 1989
- Tristan tysia̜cdziewie̜ćsetczterdzieścisześć. 1946
  - Adieu Tristan. Übersetzung Edda Werfel. Wien : Europaverlag, 1974
- Leśnik. 1952
  - Der Förster : Roman. Übersetzung Roswitha Buschmann. Berlin : Aufbau, 1982
- Gaj oliwny. 1961 	
  - Der Olivenhain : Roman. Übersetzung Karin Wolff. Berlin : Evangelische Verlagsanstalt, 1978

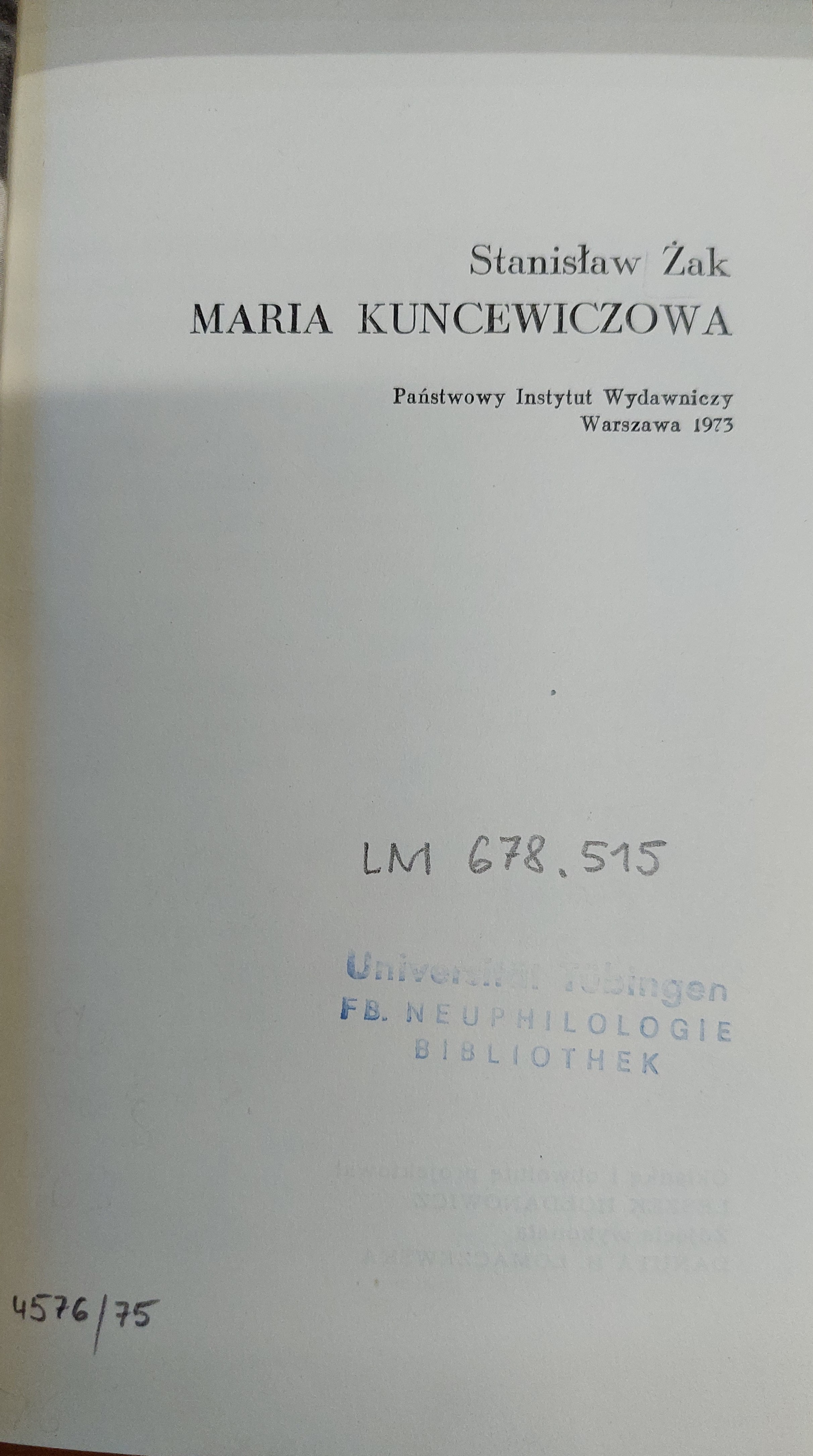
Stanisław Żak (1973)